# Euploea guérini
Euploea guérini är en fjärilsart som beskrevs av Felder 1865. Euploea guérini ingår i släktet Euploea och familjen praktfjärilar. Inga underarter finns listade i Catalogue of Life.